# Kelisia pallidula
Kelisia pallidula är en insektsart som först beskrevs av Karl Henrik Boheman 1847.  Kelisia pallidula ingår i släktet Kelisia och familjen sporrstritar. Enligt den finländska rödlistan är arten starkt hotad i Finland. Arten är reproducerande i Sverige. Artens livsmiljö är strandängar vid Östersjön. Inga underarter finns listade i Catalogue of Life.